# نوریهیرو اینوئه
نوریهیرو اینوئه (انگلیسی: Norihiro Inoue; ۷ مارس ۱۹۵۸ – ۲۸ فوریهٔ ۲۰۲۲) بازیگر اهل ژاپن بود. وی بین سال‌های ۱۹۸۵ تا ۲۰۲۲ میلادی فعالیت می‌کرد.